# اچ‌ام‌اس بدمینتون (۱۹۱۸)
اچ‌ام‌اس بدمینتون (۱۹۱۸) (به انگلیسی: HMS Badminton (1918)) یک کشتی بود که طول آن ۲۳۱ فوت (۷۰ متر) بود. این کشتی در سال ۱۹۱۸ ساخته شد.